# Forgács-Fábián Sára
Forgács-Fábián Sára (Veszprém, 1993. október 20.) az Amigos a Gyerekekért Alapítvány megálmodója, kuratóriumának elnöke, a social startup menedzsment magyarországi úttörője.

## Tanulmányai
Közgazdász családban született. A középiskolát a veszprémi Vetési Albert Gimnázium spanyol kéttannyelvű tagozatán végezte, 2013-ban szerzett érettségit. Közgazdász diplomáját a Budapesti Corvinus Egyetem, Pénzügy és Számvitel Karán szerezte 2017-ben. A mesterképzését az amszterdami Vrije Egyetemen végezte Business administration: strategy and organization szakon.  Jelenleg a Budapesti Corvinus Egyetemen doktori képzésén tanul,  kutatási témája a nonprofit menedzsment.

## Munkássága
Az Amigos a Gyerekekért Alapítvány megálmodójaként 2014 óta vezeti a szervezetet. A szervezet menedzsmentje mellett kezdetben dolgozott a Nielsen Magyarországnál marketing és kommunikációs területen,  a Nesst Magyarországnál szerzett tapasztalatot a társadalmi vállalkozásokról, majd 2015-től 2017-ig a Pannon UniFest marketing vezetője volt, azóta főállásban az Amigos a gyerekekért Alapítványt vezeti.
Hisz abban, hogy a társadalmi változás közösségi innováción keresztül érhető el, ennek érdekében PhD hallgatóként kutatja a közösségalapú civil szervezetek növekedését, tréningeket, képzéseket tart a non- és forprofit szektorban, valamint oktat  a Budapesti Corvinus Egyetem Vezetés és Kontroll Tanszékén (civil) szervezetek vezetése és építése, projektmenedzsment témakörökben. Mindemellett saját vállalkozásában tart képzéseket nonprofit menedzsmentről, tanácsadóként támogatja a nonprofit kezdeményezéseket.
A Vrije Egyetemen a hosszú távú önkéntes elköteleződést kutatta, melynek eredménye, hogy az Amigos Method modelljét állította fel, melyet jelenleg is használ a tanácsadásokon és képzéseken keresztül.

## Amigos a gyerekekért
Az Amigos a Gyerekekért Alapítvány egy egyetemistákból álló jótékonysági szervezet. A szervezet célja, hogy súlyosan beteg gyerekek napjait szebbé varázsolják egy hasznos eszközön, a nyelvtanuláson keresztül. A tanulást kézműveskedés, játék és barátkozás egészíti ki, a lényeg, hogy vidáman és hasznosan töltsék el a közös időt. Az amigos szó barátokat jelent spanyolul és ez a szó magába foglalja azt, hogy az önkéntesek – az Amigók – barátokként mennek a kórházakba, hogy megszínesítsék a gyerekek kórházban töltött hétköznapjait. Jelenleg 5 városban (Budapest, Debrecen, Szombathely, Szeged, Pécs) 16 kórházi egységet látogatnak az Amigók. A cél, hogy 2025-ig minden onkológiai központba eljussanak és, hogy egy nap minden beteg gyermek mellett legyen egy Amigo.

## Díjai, elismerései
- 2015- Döntős, KPMG Ace the case
- 2015- Döntős, McKinsey- Future Female Leader Award
- 2017- Nemzet tehetsége ösztöndíj
- La Femme magazin- 50 tehetséges fiatal[halott link]
- 2018- Jószolgálati díj, Szakmai zsűri különdíja
- 2019-ben 2018- Vodafone, Főállású angyal[halott link]
- 2019- Forbes 30 under 30[halott link]
- 2021- Best paper award; Milano, International Social Innovation Research Conference

## Publikációi
- The Amigos Method: The Retention of an Emerging Generation in the Nonprofit Sector
- Nonprofit Menedzsment a Covid idején Archiválva 2020. szeptember 29-i dátummal a Wayback Machine-ben
- How volunteers’ motivations influence a potential transition from a nonprofit organisation towards social enterprise – the case study of the Amigos Foundation
- Forgács-Fábián, S. (2021). Fenntartható önkéntesség. De hogyan? – Az Y-generációs egyetemista önkéntesek motivációjának szervezeti vizsgálata a hosszú távon fenntartott önkéntességre vonatkozóan

## Média megjelenések
- Csakazértis- Fábián Sára – (Echo TV, 2016)
- Beteg gyerekeket segít az Amigos  (ATV, 2017)
- Kórházba kerülni gyerekként a legrosszabb (Index, 2018)
- Új helyszíneken az Amigók (Bonum Tv, 2019)
- Az Amigos csapata kapta az Év Embere-díjat – beteg gyerekekkel foglalkoznak (Szeretlek Magyarország, 2019)
- Akik többet adnak (Vodafone, 2019)
- Fábián Sára és az Amigos a gyerekekért (M2, 2019)
- Nem mehetnek nyaralni ezért a nyaralás jön hozzájuk (Index, 2019)
- A gyerekeket nem hagyhatjuk cserben, csak máshogy látogatjuk őket – az Amigos a gyerekekért is online működik tovább (Forbes, 2020) Archiválva 2020. október 28-i dátummal a Wayback Machine-ben
- „Jött egy 180 fokos fordulat” – Segítenek és barátságot adnak (Népszava, 2020)
- Amigos mini: 4 hónapos online kiscsoportos készségfejlesztő program gyerekeknek (ATV,2020)
- AMIGOS – így lesz a segítségnyújtásból hivatás (Kadlecsek Felfedez, 2022)
- Lehet-e menő startup egy civil szervezet? (Re-Business,2022)
- Forgács-Fábián Sára és az Amigók (Business Women's Network)
- A kreatívipar igényeire hangolva indít új tantárgyat a MOME (kreativ.hu, 2022)
- Zöld pulcsi és stratégiai kapcsolódás – Nonprofit projektmenedzsment az Amigos-nál (Magyar Projektmenedzsment Szövetség, 2023)

## Előadásai
- Internet Hungary, 2017
- Mindenki Akadémiája: Beteg gyerek a kórházban-lehet másképp is (M5, 2017)
- Brain Bar, 2019
- BCE diplomaosztó beszéd, 2019
- TEDx Liberty Bridge Women, 2020
- Én a Corvinusra jártam (BCE,2020)